# Zombies 4: Dawn of the Vampires
Zombies 4: Dawn of the Vampires (titulada Zombies 4: el origen de los vampiros en Hispanoamérica y Zombies 4: un verano entre vampiros en España) es una película musical estadounidense de ciencia ficción. Es la cuarta entrega de la serie de películas Zombies, y una secuela de la película de 2022, Zombies 3. Fue estrenada en Disney+ el 11 de julio de 2025.

## Argumento
Zed, Addison, Eliza y Willa casi terminan su primer año en Mountain College. Zed y Addison han pasado la mayor parte del año dedicados a sus respectivos deportes, fútbol americano y porristas. Ambos han estado tan concentrados en el éxito que casi no han pasado tiempo juntos ni con sus otros amigos. Zed planea ir a un campamento de verano de fútbol americano para demostrar que se merece ser del «primer equipo», mientras que Addison planea ir a un campamento de verano de porristas para competir y ser capitana.
Zed, Addison, Eliza y Willa emprenden un viaje por carretera a sus respectivos destinos de verano cuando una misteriosa sobrecarga de energía provoca un fallo en la banda Z de Zed, lo que hace que su coche se salga de la carretera. El accidente deja al grupo perdido en una zona desconocida, y se separan para buscar ayuda.
Zed se encuentra con un nuevo grupo de monstruos, los Caminantes Diurnos, liderados por Nova. Addison se enfrenta entonces a los Vampiros, liderados por Victor. Ambos grupos mantienen una larga rivalidad por la competencia por una fuente de alimento y energía compartida y cada vez más escasa: la Fruta de Sangre. Nova y Victor se enfrentan a la presión de los ancianos para hacer lo que sea necesario para conseguir la Fruta de Sangre para su clan.
Los Caminantes Diurnos y los Vampiros llegan al huerto de Frutas de Sangre al mismo tiempo, junto con Eliza y Willa, pero la puerta del huerto está cerrada. Mientras buscan pistas para abrirla, los Caminantes Diurnos y los Vampiros se instalan en el abandonado Campamento Rayburn.
Zed, Addison, Eliza y Willa se encuentran actuando como monitores de campamento entre los dos grupos opuestos, con la esperanza de convencerlos de colaborar. Nova y Victor se conectan a través de visiones compartidas, creyendo que algo sobrenatural los une. Mientras tanto, las misteriosas oleadas de energía continúan, amenazando con dañar a zombis y hombres lobo mucho más allá del campamento.
Los Caminantes Diurnos y los vampiros comienzan a colaborar poco a poco y finalmente logran superar sus diferencias y abrir la puerta a la orquídea fruta de sangre. Sin embargo, cuando llegan los ancianos, se sorprenden al ver a los dos grupos trabajando juntos y, sin darse cuenta, queman la mitad de la orquídea. Los ancianos amenazan con una guerra, y los dos grupos se separan.
Zed, Eliza y Willa descubren que las raíces moribundas de la fruta de sangre son la causa de las peligrosas oleadas de energía. Nova y Victor creen que unir las piedras lunares de su gente ayudará a sanar las raíces y detener las oleadas de energía, pero temen que unirlas sea una tarea imposible. Addison y un Zed debilitado les pasan la antorcha y los animan a hacer posible lo imposible.
Los Caminantes Diurnos y los Vampiros trabajan juntos y logran unir sus piedras lunares, lo que sana las raíces, detiene las oleadas de energía y provoca el crecimiento milagroso de la Fruta de Sangre. Los monstruos unidos celebran el logro. Zed y Addison reflexionan sobre su experiencia y deciden pasar el resto del verano con sus seres queridos, priorizando las relaciones sobre los logros personales. Nova y Victor prometen seguir en contacto, pero antes de separarse, Nova se acerca a Victor para abrazarlo. Entonces, Nova y Victor ven cómo se forma un chorro de agua sobrenatural sobre el océano.

## Reparto
- Milo Manheim como Zed[2]
- Meg Donnelly como Addison[2]
- Chandler Kinney como Willa[2]
- Kylee Russell como Eliza[2]
- Freya Skye como Nova[2]
- Malachi Barton como Victor[2]
- Swayam Bhatia como Vera[3]
- Julian Lerner como Ray[3]
- Mekonnen Knife como Vargas[3]
- Lisa Chappell como Eldress[3]
- Jonno Roberts como Commander Bed[3]

## Producción
El 22 de noviembre de 2023, Production Weekly reveló que se estaba desarrollando una cuarta película de Zombies, con Milo Manheim y Meg Donnelly repitiendo sus papeles como Zed y Addison respectivamente. Paul Hoen también volvería a dirigir la nueva entrega, junto con la coproducción con Bloor Street Productions después de su participación previa en las dos entregas anteriores. Sin embargo, a diferencia de las otras películas, Zombies 4 se filmó en Auckland, Nueva Zelanda, en lugar de Toronto, Canadá.
La película recibió luz verde oficialmente el 10 de febrero de 2024, con el regreso de Chandler Kinney y Kylee Russell como Willa y Eliza, respectivamente. Freya Skye se unió al elenco como Nova y Malachi Barton fue elegido para el papel de Victor. La fotografía principal comenzó el 26 de marzo de 2024 en Nueva Zelanda, con Swayam Bhatia, Julian Lerner, Mekonnen Knife, Lisa Chappell y Jonno Roberts interpretando a Vera, Ray, Vargas, Eldress y Commander Bed, respectivamente.